# Ivan Radeljić
Ivan Radeljić (sinh ngày 14 tháng 9 năm 1980) là một cầu thủ bóng đá người Bosna và Hercegovina.

## Đội tuyển bóng đá quốc gia Bosna và Hercegovina
Ivan Radeljić thi đấu cho đội tuyển bóng đá quốc gia Bosna và Hercegovina từ năm 2007 đến 2009.

## Thống kê sự nghiệp
| Đội tuyển bóng đá Bosna và Hercegovina | Đội tuyển bóng đá Bosna và Hercegovina | Đội tuyển bóng đá Bosna và Hercegovina |
| Năm                                    | Trận                                   | Bàn                                    |
| -------------------------------------- | -------------------------------------- | -------------------------------------- |
| 2007                                   | 6                                      | 0                                      |
| 2008                                   | 3                                      | 0                                      |
| 2009                                   | 1                                      | 0                                      |
| Tổng cộng                              | 10                                     | 0                                      |